# Śląski Oktet Gitarowy
Śląski Oktet Gitarowy (Silesian Guitar Octet) – gitarowy oktet tworzony przez pedagogów, absolwentów i studentów Akademii Muzycznej w Katowicach.

## Historia
Zespół powstał w 2001 z inicjatywy Franciszka Wieczorka. W założeniu miał być to możliwie największy skład niebędący orkiestrą gitarową – każdy z gitarzystów miał grać własną, autonomiczną partię. Oktet tworzą nauczyciele śląskich szkół muzycznych oraz absolwenci i najlepsi studenci Akademii Muzycznej w Katowicach.
Oprócz koncertów w kraju, Śląski Oktet Gitarowy występował dotychczas na Słowacji, Węgrzech, w Czechach, Grecji, Szwecji, Serbii, Austrii, Danii i Wielkiej Brytanii oraz we Włoszech.
Oktet zdobył I nagrodę oraz tytuł Artist of the Year na International Festival InterArtia 2008 w kategorii zespołów kameralnych.
Pierwsza płyta zespołu „Oct.Opus” była nominowana do nagrody Fryderyki 2009. Na początku 2011 została wydana druga płyta „The XXth Century” z muzyką XX stulecia.

## Skład
- Dawid Bonk – absolwent AM w Katowicach w klasie gitary prof. Aliny Gruszki. Laureat konkursów gitarowych w Koszalinie, Gdańsku, Tychach i Velbert.
- Wojciech Rysiecki – absolwent AM w Katowicach w klasie gitary prof. Wandy Palacz. Laureat konkursów krajowych i zagranicznych – w Dolnym Kubinie (Słowacja), Trzęsaczu, Żorach, Warszawie.
- Franciszek Wieczorek – nauczyciel ZPSM w Katowicach. Pomysłodawca i kierownik zespołu. Wydawca i organizator życia muzycznego (kierownik artystyczny Międzynarodowego Festiwalu Gitarowego w Żorach).
- Katarina Wieczorek – nauczycielka ZPSM w Katowicach. Wraz z mężem Franciszkiem prowadzi Agencję Artystyczną MODRAN (kierownik artystyczny MFG w Żorach oraz MFG w Modrej).
- Wojciech Gurgul – absolwent AM w Katowicach w klasie gitary prof. Aliny Gruszki. Laureat krajowych konkursów gitarowych w Gdańsku, Olsztynie i Świdnicy.
- Radosław Wieczorek – student AM w Krakowie w klasie gitary prof. Janusza Sochackiego. Laureat konkursów gitarowych w Rybniku, Trzęsaczu, Dolnym Kubinie, Elblągu i Rust.
- Alicja Kawa – absolwentka AM w Katowicach w klasie gitary prof. Wandy Palacz.
- Krzysztof Kołodziej – absolwent AM w Krakowie w klasie gitary dr Michała Nagy. Laureat konkursów krajowych i zagranicznych (Sanok, Cieszyn, Mrzeżyno, Żory, Użhorod, Stramberk, Barletta).

## Repertuar
Niewielka liczba utworów napisanych w oryginale na oktet zmusiła Franciszka Wieczorka do dokonania szeregu transkrypcji najwspanialszych perełek muzyki orkiestrowej. Śląski Oktet Gitarowy wykonuje transkrypcje utworów m.in. Bacha, Mozarta, Czajkowskiego, Griega, Ravela, Turiny, Gershwina, Chaczaturiana, Bernsteina, Brouwera, Kilara, jak również oryginalne kompozycje m.in. Dyensa, Bauera, Grzeszczaka, Fujiie czy Budzyńskiego.

## Dyskografia
- Silesian Guitar Octet – Oct.Opus (2008)
- Silesian Guitar Octet – The XXth Century (2011)